# Понте Мецота (Напуљ)
Понте Мецота је насеље у Италији у округу Напуљ, региону Кампанија.
Према процени из 2011. у насељу је живело 128 становника. Насеље се налази на надморској висини од 64 м.